# Đá Ba Cờ
Đá Ba Cờ là một rạn san hô thuộc cụm Bình Nguyên của quần đảo Trường Sa. Đá này nằm về phía đông của đảo Vĩnh Viễn và cách đá Khúc Giác 3,8 hải lý (7 km) về phía bắc.
Đá Ba Cờ là đối tượng tranh chấp giữa Việt Nam, Đài Loan, Philippines và Trung Quốc. Hiện chưa rõ nước nào kiểm soát đá này.
- Tên gọi: đá Ba Cờ; tiếng Anh: Baker Reef; tiếng Trung: 巩珍礁; bính âm: Gǒngzhēn jiāo; Hán-Việt: Củng Trân tiêu.
- Đặc điểm: có diện tích khoảng 0,2 km² (20 ha).[2]

## Hình ảnh

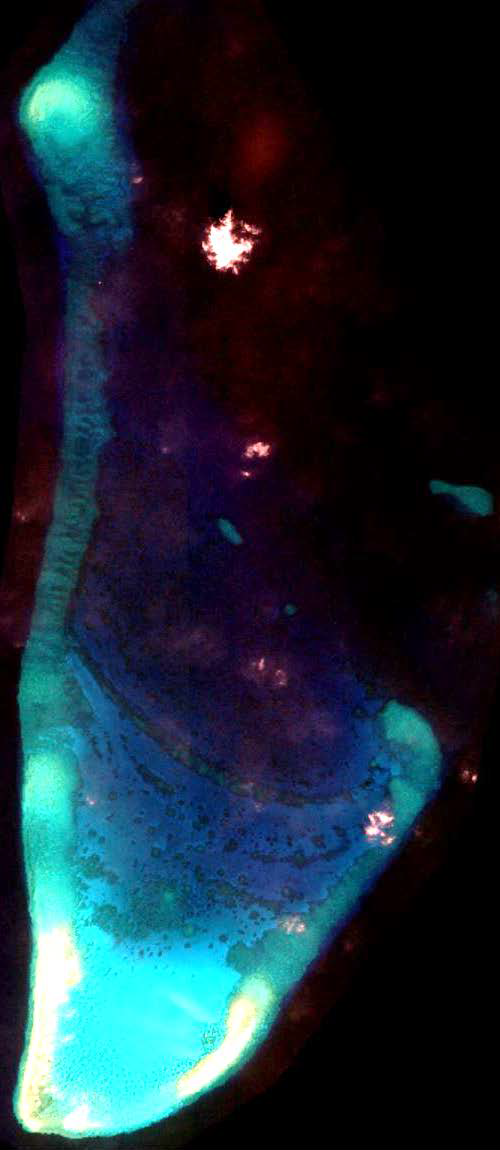
Hình chụp vệ tính Đá Ba Cờ (trên) và đá Khúc Giác (dưới) trong cụm Hồ Tràm (nguồn: NASA)